# ジョゼフ・ド・メーストル

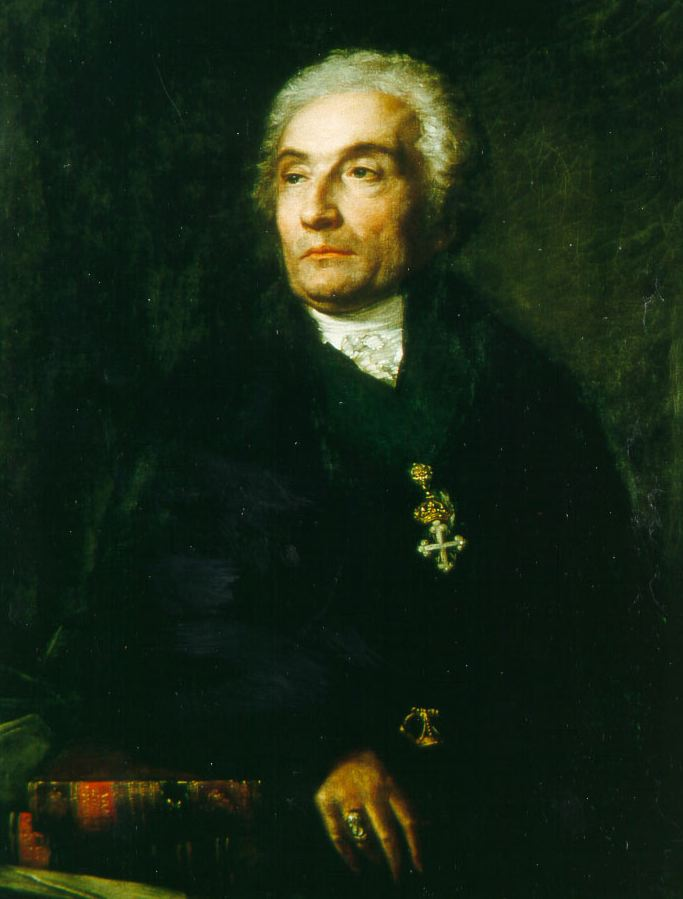
ジョゼフ・ド・メーストルの肖像画（カール・フォーゲル・フォン・フォーゲルシュタイン画, 1810年）

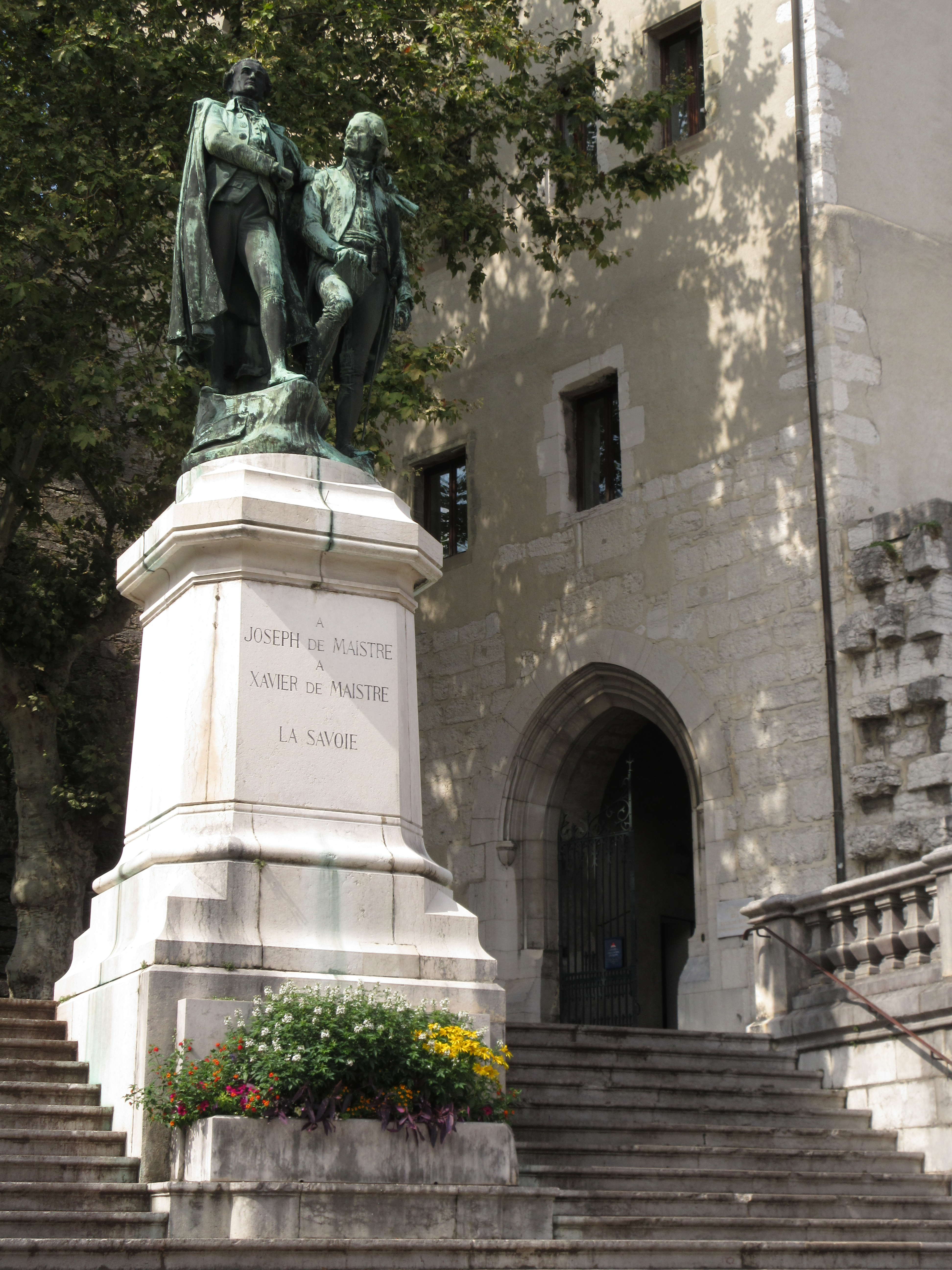
シャンベリ城前にあるジョゼフ・ド・メーストルとその弟グザヴィエ・ド・メーストルの銅像

ジョゼフ・マリー・ド・メーストル伯爵（Joseph-Marie, Comte de Maistre, 1753年4月1日 - 1821年2月26日）は、サヴォワ、フランスのカトリック思想家、外交官、王党派、保守主義者、権威主義者、反革命家。軍人・作家のグザヴィエ・ド・メーストルは弟、ハープ奏者のグザヴィエ・ドゥ・メストレは子孫である。

## 生涯
ジョゼフ・マリー・ド・メーストル伯爵は、1753年4月1日、サルデーニャ王国領サヴォワのシャンベリ（現在はフランス領）にサヴォワの上院議長フランソワ・グザヴィエ・ド・メーストル伯爵の長男として生まれた。サルデーニャ王国はイタリア系の王国であるが、メーストル家はフランスにも領地を持っていたのでサルデーニャ王の臣下であると同時にフランス王の臣下でもあった。
メーストル家はラングドックの出身で、昔のトゥールーズの執政官名簿に数回その名が確認される。17世紀初頭にメーストル家は2つの家系に分かれ、そのうちの一方がピエモンテに移住し、もう一方の家系はフランスに留まった。ジョゼフ・ド・メーストル伯爵はピエモンテの家系の出身である。
1774年、トリノ大学の法学部を卒業後、サヴォワ上院の検察官の職務に就いた。彼はシャンベリに戻ったすぐ後で、フリーメイソンのロッジに加入した。当時フリーメーソンは既に教皇によって非難されていたが、メーストルはサン＝マルタンの神秘的な考えに大変影響された。彼のそうした神秘主義的傾向は、後に『サンクト・ペテルブルク対話篇』において明確に示されることになる。メーストルが所属していたフリーメーソンのロッジは改革的というよりは保守的であったとはいえ、革命まで彼はこの影響により自由主義的思想の持ち主であり、彼が明確に反革命の立場を採るようになった後でも、フランス宮廷の人々は彼をなかなか信用しようとしなかったと言われている。
彼はフランス語とイタリア語の他に、ギリシア語、ラテン語、英語、スペイン語、ポルトガル語、ドイツ語を解し、また新旧の両聖書、ギリシア・ローマの古典、古代教父の思想、聖トマス・アクィナスの思想を中心とした中世神学、ルネサンス期の一連の思想、そして同時代の啓蒙思想に至るまで、ヨーロッパ思想全体に通暁する大変な碩学であった。そして敬虔なカトリック教徒であった。
1786年にモーラン嬢と結婚、その間に後に軍務に就くことになるロドルフと、テレーの妻となったアデル、ラヴァル＝モンモランシー公爵と結婚したコンスタンスの2人の娘を儲けた。1787年に父の後を継いで上院議員となった。フランス革命が勃発する1789年まで彼の人生は平穏なものだった。彼はシャンベリで平穏に務めを果たしながら暮らした。革命が勃発した時、彼は既に二児の父親であった。
フランス革命勃発の最初期、メーストルは革命に対して好意的であったが、やがてすぐに革命に反対の立場を取るようになる。1792年、フランス共和国軍がサヴォワを侵略すると、メーストルはスイスのローザンヌに亡命した。そこで彼はサルデーニャ王の公使の職についた。この時からメーストルは非常に活発に、革命思想に反対する数多くの著作を生み出していった。1796年に出版された『フランスについての考察』は亡命貴族など反革命派の心をつかみ、メーストルの名前をヨーロッパ中に知らしめた。
1802年、メーストルはサルデーニャ王の代理としてロシアの首都サンクトペテルブルクに赴任した。そこでは彼の主著となった『サンクト・ペテルブルク対話篇』が書かれた。他にも『教皇』『政体の創造原理』など有名な著作をものした。当時サルデーニャ王はナポレオン・ボナパルトの犠牲となってトリノを奪われサルデーニャ島に避難していたため、メーストルに満足な給付を与えることもままならず、メーストルは当地で非常につましい生活を余儀なくされた。そのような状況にあって彼はその豊かな才能と機知、社交的な魅力によってロシア宮廷の人々に強い印象を与え、ロシア皇帝アレクサンドル1世もメーストルに一目置くこととなった。
メーストルは1817年に帰国することとなったが、その原因は、彼がイエズス会士をロシア宮廷において支援し、何人かのロシア貴族をカトリックに改宗させたことについてアレクサンドル1世の不興を買ったからだといわれている。ともあれメーストルは故国で革命以来20年ぶりに家族と再会を果たした。彼は亡くなるまでピエモンテ＝サルデーニャの司法長官として、サルデーニャ王に仕えた。

## 思想
メーストルは世襲君主政や教会、あるいは偏見や迷信といったものの権威を、それが合理的であるがゆえに擁護するのではなく、逆にそれが非合理的であるがゆえに擁護する。彼は徹底した反合理主義、反啓蒙主義者であり、ヴォルテールとルソーに対してあらん限りの表現で罵倒を行っている。
メーストルにおいて理性と信仰は対立している。彼は理性と信仰の調和をはかったトマス・アクィナスの門徒たることを自称しているが、それというのは理性が信仰を前提としている限りにおいてであり、自律的理性などという考えはメーストルにとって理性の単なる越権というのに留まらず、人間本性を腐敗させる考え方なのである。
啓蒙主義の前提である自律的理性は全てのものに懐疑の目を差し向ける。かくて非合理的な全てのものは非合理的であるという理由によって排撃される。メーストルは社会の紐帯を非合理的な偏見や迷信、権威に帰したので、啓蒙主義はあらゆる社会的紐帯を破壊する危険な思想であると考えたのである。
従って、最も非合理的な権威が社会の安定の為には最も必要とされることになる。理性は完全に権威の下に統制されない限り、悪へと向かう。理性は権威の奴隷としてのみ、その生存権を得る。自律的理性によって構築された思想、組織、制度は全て不自然で破壊的であり、短命である。自律的理性の汚染を蒙っていない偏見や迷信こそが、「真理」なのである。世襲君主政や結婚、家族といったものは自律的理性の産物ではないからこそ長らく生き残っているのであり、有用で健全な真理なのである。
このようにして彼は完全な権威主義者であると同時に、経験主義者たりえたのである。
メーストルの書いた文章において最も印象的で魅力的な点は、彼が戦争や処刑を題材として地上における神の介入を恐ろしい表現で記しているところであろう。彼は戦争や処刑に神の恐るべき意志を見出し、異常なほどの熱意でもってそれらの意義を語る。彼にとってこの世界は、絶えず生贄が捧げられる巨大な祭壇であり、通常の感情に反する戦争や処刑といった異常事態は、人間の弱さや邪悪さを示すものであると同時に、人間にとって不可欠な、不可避な事態なのである。
メーストルはキリスト教の原罪の考え方を非常に重視しており、彼の思想の根本には原罪思想があると言ってよい。「原罪は全てを説明する」。彼は完全な悲観主義者であり、人間の弱さ、邪悪さ、凶暴さについて、深い洞察を示している。彼は聖アウグスティヌスの影響を強く受けており、『フランスについての考察』における戦争や善悪禍福、地上における神の摂理についてのメーストルの考え方は、アウグスティヌスの『神の国』の思想と大変似通っている。「この世においては暴力しかない。悪は全てのものを汚染し、なにものも適切な場所にいないゆえに全く真の意味で「全てが悪である」のにもかかわらず、我々は「全てが善である」と教えてきた現代哲学によって堕落させられている。」（『フランスについての考察』第三章）。
フランス革命については、聖書における神と堕天使達の争い、人間にとって決定的な宇宙的スケールで解釈する。フランス革命は自律的理性を野放しにすることによってローマ・カトリックから離れ、理神論や無神論に近づいていったフランスに対する罰なのである。国王ルイ16世や無実な人々が何故、残虐な暴徒達によって虐殺されねばならなかったのか。無実な人間の流血こそ、フランスを立て直す契機となり得るからである。ルイ16世やマリー・アントワネット王妃やエリザベート王女の処刑は、彼らがキリスト教の自己犠牲の精神をもって死んだことによって、フランスを救うことができるのである。そして自己犠牲の精神は、キリスト教に限らずあらゆる宗教に普遍的な考えである。しかし「この教説は人間にとって完全に自然なものであるが、理性の推論によってそれに到達することは困難であろう」（『フランスについての考察』第三章）。

## 影響

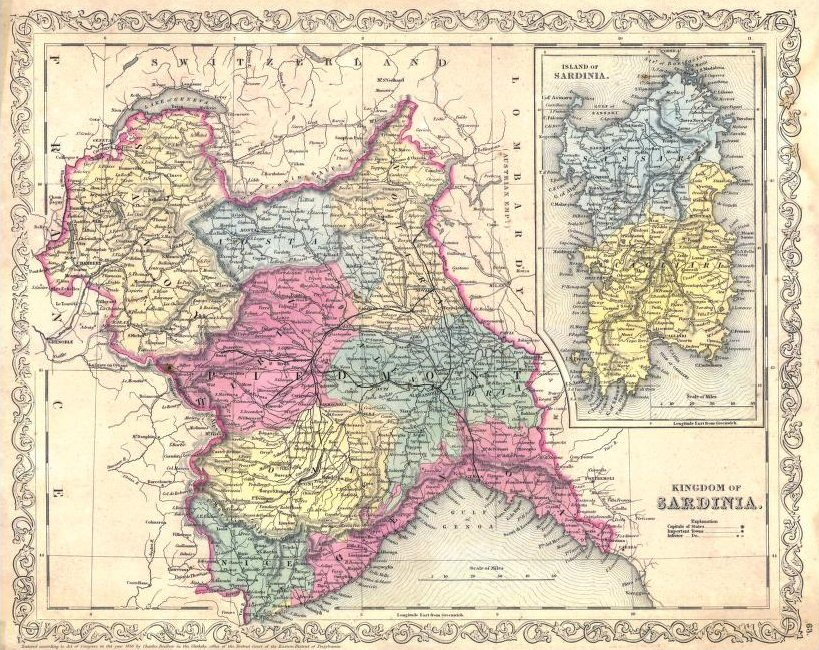
サルデーニャ王国の地図（左上の黄色い部分がサヴォワ公国）

メーストルが亡くなった時、彼の著作の大部分は公刊されておらず、後年におけるほどは独特な思想家としての評価はほとんど受けていなかった。息子のロドルフ・ド・メーストル伯爵を中心とする人々が全集を編集し出版したのは1850年代から1860年代にかけてのことであった。これ以降メーストルは保守主義者、カトリック右派から実証主義者、反文化主義者といった広い範囲の人々にかけて、徐々に熱烈な読者を獲得していった。
メーストルの思想はアンリ・ド・サン＝シモン、オーギュスト・コント、シャルル・モーラスなどに影響を与えており、また彼の著作集の序文は有名なルーマニアの作家エミール・シオランによって書かれている。
他に、彼に注目した後の思想家としてはカール・シュミットやアイザイア・バーリンなどがいる（後段参照）。
スタンダールはメーストルを「死刑執行人の友」と呼び、フェリシテ・ド・ラムネーは、メーストルには二つの現実、すなわち犯罪と処罰しかない、「彼の著作は絞首台の上で書かれたかのようである」と語っている。
メーストルを魅力的な反文化主義者として評価する人々もいる。例えばシャルル・ボードレールは、メーストルは彼に「どのように考えるか」を教えたと語り、自身をサヴォワ人の反革命家の弟子であると言っている。
また後に「アメリカ版メーストル」と呼ばれたのは、第7代アメリカ合衆国副大統領ジョン・カルフーンである。彼は南部の権益を代表し、徹底的保守主義者として、奴隷制の擁護を行った。

## 著作の日本語訳ほか
21世紀の今日まで、日本語訳されたのは、1885年に刊行された『主権原論』（陸実（羯南の本名）訳、博聞社、『主権についての研究』の訳書）。後年に刊行された『陸羯南全集』第1巻（みすず書房、1968年）に収録された。他に1948年に刊行された『サン・ペテルスブルクの夜話（仏蘭西カトリック思想家選2）』（岳野慶作訳、中央出版社、『サンクト・ペテルブルク対話篇』の訳書、現在は聖パウロ修道会が運営するカトリック出版社・サンパウロ）のみと思われる。
メーストルの英訳版は、主な作品は全訳が多く出版されており、近年は1994年にケンブリッジ大学出版の英訳『Considerations on France』(リシャール・ルブラン訳)の序文は、アイザイア・バーリンによる、それ以外は抄訳であったり、未訳が多い。
フランス語版は「メーストル全集」が出版されており、その序文はすでに述べたがシオランによる。

## メーストルを扱った日本語書籍
メーストルについて言及する日本語の書籍の中で、現在最も有名で入手しやすいのはカール・シュミットの『政治神学』、そしてアイザイア・バーリン『ハリネズミと狐－戦争と平和の政治哲学』、『反啓蒙思想 他二篇』（各・岩波文庫）である。他に「バーリン選集」岩波書店にも、メーストルについて触れられている論文がいくつかある。
日本の保守系論客の著作の中にメーストルの名前が登場することがあるが、ほとんど重要でないものしか確認していない。保守主義一般についての古い概説書などには、メーストルが比較的詳しく取り扱われているものもある。
フランス哲学史、啓蒙思想史の本などに彼の名前がルイ・ガブリエル・ド・ボナールと共に「反革命家、反動家」として挙げられていることがある。また『フランス革命事典』や『カトリック事典』の類に彼の項目が載っているものもある。
近年になり、それら評論書や概説書の一部のみならずメーストルを主題にした学術書がされている。アントワーヌ・コンパニョン『アンチモダン 反近代の精神史』（松澤和宏監訳、名古屋大学出版会 2012年）では「反啓蒙思想・反革命・崇高・原罪・悲観主義・罵詈雑言」を必要条件とする「反近代主義」の作家の始祖としてメーストルが挙げられ、繰り返しメーストルの著作引用がされている。
他に慶應義塾大学の川上洋平『ジョゼフ・ド・メーストルの思想世界』（創文社 2013年）で、初めて専門書が出版された。長年の著者のルソー研究による独自な見解が顕われた著書である。
この流れを引き受け、オピニオン雑誌「表現者」に於いても平坂純一『フランスの保守思想　ジョゼフ・ド・メーストル』が7回連載 されるなど、これまで吾が国で主流だった英国流のバークの保守思想に加えて、その根源的な意義を確かめる為の思想家として見直されている。

## 抜粋
- 「我々は皆、我々を奴隷とすることなく拘束する柔軟な鎖によって至高の玉座に結び付けられている。宇宙の事物に関する計画の最も驚くべき側面は、神の導きの下での自由な存在の行動である。」（『フランスについての考察』第一章）
- 「人間の働きといえば、全てが当の人間と同じくらい粗末なものである。想像力、手段、機会、運動は限られているし、結果はつまらないものである。」（『フランスについての考察』第一章）
- 「この世においては暴力しかない。悪は全てのものを汚染し、なにものも適切な場所にいないゆえに全く真の意味で「全てが悪である」のにもかかわらず、我々は「全てが善である」と教えてきた現代哲学によって堕落させられている。」 （『フランスについての考察』第三章）
- 「全ての民族のために作られた憲法は、実のところ何のためにも作られてはいない。」（『フランスについての考察』第六章）
- 「人間は生まれながらに奴隷である。」（『教皇論』）
- 「解決する喜びのために、困難なことを生み出すのが、人間の一つの奇妙な性癖である。」（『主権についての研究』第一巻第二章）
- 「人間は権力を欲して飽くことを知らない。人間はその欲望において幼児の如くであり、常に、持っているものに不満を抱き、持っていないものしか愛さない。人々は君主たちの暴虐に文句をつける。人々は、人間の暴虐について文句をつけるべきであろう。」（『主権についての研究』第二巻第二章）
- 「誤った考えは贋金のようなものであり、最初は罪人によって作られ、自分が何をしているのか知らずに罪を広げる誠実な人々によって流通する。」（『サンクト・ペテルブルク対話篇』第一対話）
- 「もしこの世に道徳的な悪がなかったならば、物理的な悪というものもなかったであろう。」（『サンクト・ペテルブルク対話篇』第一対話）
- 「全ての偉大さ、全ての権力、権威に対する全ての服従は、処刑人に依存している。処刑人は人間の組織の憎悪の的であると同時に、接着剤である。この世からこの不可解な人間を取り除くなら、まさにその瞬間に秩序は混沌への道を開き、玉座は倒れ社会は消滅する。」（『サンクト・ペテルブルク対話篇』第一対話）
- 「文明が存在するところではどこでも、祭壇が見受けられる。」（『サンクト・ペテルブルク対話篇』第二対話）
- 「異論を無視する技巧のないところに、哲学はない。」（『サンクト・ペテルブルク対話篇』第五対話）
- 「人間は混沌としていて、すぐ眼の前にあるものにひどく囚われているので、常に、最も謙虚な信仰者でさえ、取るに足りない喜びのために、来世での苦痛を蒙る危険を犯しているのが見られる」（『サンクト・ペテルブルク対話篇』第五対話）
- 「疑いもなく神は普遍的な動く力であるが個々の存在は神がそれに与えた本性に従って動かされる…神は天使、人間、動物、野獣、即ち全ての被造物を導くが、個々の存在は自身の本性に従うのであり、人間は自由に作られているのだから、自由に導かれるのである。この法則はまさしく永遠の法則であり、我々はそれを信じなければならない。」（『サンクト・ペテルブルク対話篇』第五対話）
- 「全ての苦しみは罰であり、全ての罰は正義のためと同様、愛のために、加えられるのである。」（『サンクト・ペテルブルク対話篇』第五対話）
- 「神以外に必然的なものは存在しない。そして苦痛以上に必然的でないものはない。」（『サンクト・ペテルブルク対話篇』第五対話）
- 「従って戦争はそれ自体で神聖である。それは世界の法だからである。戦争は、普遍的であると同時に特殊的である超自然的な本性の結果を通じて神聖である…戦争はそれを取り巻く神秘的な栄光において神聖であり、我々を引き付ける、説明できないとしか言いようもない魅力において神聖である…戦争はそれが勃発する方法によって神聖である。」（『サンクト・ペテルブルク対話篇』第七対話）
- 「ある生き物が、他の生き物によってむさぼり食われていない瞬間など存在しない。これら多くの種類の全ての動物の上に人間は位置しており、その破壊的な手は生きているものに対して一切容赦しない。人間は食料を得るために殺し、服を着るために殺す。人間は自らを飾り立てるために殺す。人間は自らを守るために攻撃し殺す。人間は自身を教え、自身を喜ばせるために殺す。人間は殺すために殺す。傲慢で恐るべき王である人間は全てを欲し、何ものも抵抗することを許さない。」（『サンクト・ペテルブルク対話篇』第七対話）
- 「この地球全体は、不断に血に浸されており、世界の完成、悪の絶滅、死の死に至るまで、終わりなく、遠慮なく、休みなく、全ての生き物が犠牲に供されねばならない祭壇以外のなにものでもない。」（『サンクト・ペテルブルク対話篇』第七対話）
- 「生命の広大な領域の全体においては、公然と暴力が支配しており、ある種の慣習的な激情が全ての被造物を共通の運命に向けて武装させる。無生物の王国を離れるやいなや、あなたは、生命の最前線に刻み込まれた暴力的な死の命令を見出すであろう。」（『サンクト・ペテルブルク対話篇』第七対話）
- 「人間は一般的に、それ自身にとどまるのであれば、邪悪さのあまり自由ではない。」（『ロシアについての四章』第一章）
- 「ロシア人ほど情熱的に何かを欲求する人間はいない。もしロシア人の欲望を要塞の下に投獄したら、その要塞は爆発するだろう。」（『ロシアについての四章』第一章）
- 「全ての国は、それに相応しい政府を持つ。」（書簡）